# Flight 616
Flight 616 è stato un reality show creato dall'Armoza Formats, trasmesso nel 2016 su Italia 1.
La prima edizione è andata in onda dal 12 maggio al 16 giugno 2016 su Italia 1.

## Il programma
Il programma è un adattamento del format canadese Flight 920 creato dall'Armoza Formats.
Nel programma partecipano 8 ragazzi ed 8 ragazze single tra i 21 e il 29 anni le quali devono formare delle coppie nel gioco e magari confermarle anche nella vita.
Le coppie dovranno viaggiare in giro per il mondo, in diverse città, e per ogni destinazione affronteranno delle prove adattate alle caratteristiche sociali e culturali del luogo stesso. Lo scopo principale è cercare di conquistare i biglietti per qualificarsi alla destinazione successiva.
In ogni città in cui soggiorneranno le coppie, esse saranno ospiti della Guest House che è un'elegante residenza tipica della nazione in cui si trovano a gareggiare, mentre gli ultimi classificati di ogni tappa dovranno adattarsi alle pessime condizioni del Loser Camp, in cui verranno costretti a svolgere lavori umili e particolarmente faticosi.
Al termine di una tappa, la coppia loser e la coppia che non è stata salvata nell'overbooking dalle coppie winner delle due prove precedenti, deve affrontare una prova eliminatoria e chi vince guadagna i biglietti aerei per la meta successiva, mentre, ovviamente, chi perde dovrà lasciare la gara e ritornare in Italia.
A partire dalla seconda puntata, la coppia winner a cui sono stati dati i biglietti per la destinazione successiva, se sul biglietto trova scritto Priority Donna, la compagna può decidere se cambiare partner o mantenere il compagno di viaggio, viceversa, se sul biglietto si trova la scritta Priority Uomo sarà il compagno a decidere se cambiare partner oppure confermarlo.
La coppia vincitrice otterrà come premio un giro del mondo in aereo in Business Class con il partner prescelto.

## Edizioni
| Edizione       | Conduzione   | Inizio         | Fine           | Città visitate                                          | Nazioni visitate                                                 | Telespettatori | Share |
| -------------- | ------------ | -------------- | -------------- | ------------------------------------------------------- | ---------------------------------------------------------------- | -------------- | ----- |
| Prima edizione | Paola Barale | 12 maggio 2016 | 16 giugno 2016 | Bangkok, Sydney, Auckland, Hong Kong, Madrid, Marrakech | Thailandia, Australia, Nuova Zelanda, Hong Kong, Spagna, Marocco | 974.000        | 4,14% |